# 师群
师群（1921年—1991年），原名师顺章，笔名师征，男，山东章丘人，中国版画家，曾任中国美术家协会理事，湖北省文学艺术界联合会副主席。